# Siganus
Siganus is een geslacht van straalvinnige vissen uit de familie van de konijnvissen (Siganidae).

## Soorten
- Siganus argenteus (Quoy & Gaimard, 1825)
- Siganus canaliculatus (Park, 1797)
- Siganus corallinus (Valenciennes, 1835)
- Siganus doliatus Guérin-Méneville, 1829
- Siganus fuscescens (Houttuyn, 1782)
- Siganus guttatus (Bloch, 1787)
- Siganus insomnis Woodland & Anderson
- Siganus javus (Linnaeus, 1766)
- Siganus labyrinthodes (Bleeker, is 1853)
- Siganus lineatus (Valenciennes, 1835)
- Siganus luridus (Rüppell, 1829)  – Bruine konijnvis
- Siganus magnificus (Burgess, 1977)
- Siganus niger Woodland, 1990
- Siganus puelloides Woodland & Randall, 1979 – Zwartoogkonijnvis
- Siganus puellus (Schlegel, 1852)
- Siganus punctatissimus Fowler & Bean, 1929
- Siganus punctatus (Schneider & Forster, 1801)
- Siganus randalli Woodland, 1990
- Siganus rivulatus Forsskål, 1775
- Siganus spinus (Linnaeus, 1758)
- Siganus stellatus (Forsskål, 1775) – Gestippelde konijnvis
- Siganus sutor (Valenciennes, 1835)
- Siganus trispilos Woodland & Allen, 1977
- Siganus unimaculatus (Evermann & Seale, 1907)
- Siganus uspi Gawel & Woodland, 1974
- Siganus vermiculatus (Valenciennes, 1835)
- Siganus virgatus (Valenciennes, 1835)
- Siganus vulpinus (Schlegel & Müller, 1845)
- Siganus woodlandi Randall & Kulbicki, 2005